# Enzo Corvi
Enzo Corvi, né le 23 décembre 1992 à Cazis dans le canton des Grisons, est un joueur suisse de hockey sur glace. Il joue au poste d'attaquant.

## Biographie

### Jeunesse
Formé au HC Coire, Enzo Corvi est recommandé à Arno Del Curto par son fils. Après un entrainement, il signe son premier contrat professionnel avec le HC Davos.

### En club
Corvi commence sa carrière professionnelle avec le HC Thurgovie en Ligue Nationale B lors de la saison 2012-2013. Il est prêté par le HC Davos début octobre. Lorsqu'il est rappelé par Davos, il saisit sa chance et obtient une prolongation de contrat de trois ans, peu avant les fêtes. Dans le cadre de la Coupe Spengler, il a même l'occasion d'évoluer sur la même ligne que Joseph Thornton, une star de la Ligue nationale de hockey, évoluant dans le championnat Suisse à la suite du Lock-out. Davos perd en finale face à la Team Canada qui cette année-là n'était composée que de joueurs de la LNH.
Le 7 janvier 2014, bien qu'il ait encore un contrat valable pour deux saisons, il signe une prolongation de contrat lui garantissant une présence à Davos jusqu'en 2018.
La saison suivante, il est un élément important du club dans la conquête de son 31e titre. Lors du premier match de la saison 2015-2016, il se casse le pied lors d'un match contre le HC Fribourg-Gottéron. La durée d'absence est de six semaines et il loupe finalement vingt-deux matchs durant sa convalescence,. Alors qu'il était censé louper la fin de la saison, il revient au jeu pour les demi-finales des séries éliminatoires, face au CP Berne. Davos est éliminé malgré son retour prématuré.
En février 2018, il dispute la finale de la Coupe de Suisse contre le SC Rapperswil-Jona Lakers. Davos perd sur le score de sept à deux face au club de Swiss League. En février 2020, il dispute une nouvelle fois la finale de la Coupe de Suisse, face à un club de Swiss League à nouveau. Le résultat est de 7 à 3 pour le HC Ajoie.
En octobre 2021, il prolonge encore son contrat avec Davos, se liant au club jusqu'en 2026. Au terme de la saison 2020-2021, il est nommé dans l'équipe étoile des joueurs de nationalité suisse. Deux ans plus tard, il reçoit le même honneur. En décembre 2023, il remporte la Coupe Spengler avec Davos, douze ans après leur dernier sacre.

### Carrière internationale
Enzo Corvi représente la Suisse sur la scène internationale. Il participe à la Deutschland Cup de 2016 (la Suisse se classe à la 4e place du tournoi) et 2021 (la Suisse se classe à la 3e place du tournoi). Il participe à l'Euro Hockey Tour de la saison 2021-2022 (la Suisse étant non classée en tant qu'équipe invitée), de la saison 2022-2023 (la Suisse se classe à la 4e place du tournoi) et de la saison 2023-2024 (la Suisse se classe à la 4e place du tournoi).
Il fait partie du contingent disputant les Jeux olympiques de 2018 (la Suisse se classe à la 10e place du tournoi) et de 2022 (la Suisse se classe à la 8e place du tournoi).
Il participe au Championnat du monde de 2018 (la Suisse se rend jusqu'en finale et est sacrée vice-championne du monde), de 2021 (la Suisse se classe à la 6e place du tournoi), de 2022 (la Suisse se classe à la 5e place du tournoi) et de 2023 (la Suisse se classe à la 5e place du tournoi).

### Vie privée
Son père, Rico, est responsable matériel au HC Coire. Enzo a commencé une formation de chauffagiste qu'il n'a pas terminée, préférant se consacrer au hockey sur glace. Poussé par son ami d'enfance, Nino Niederreiter, il devient actionnaire du HC Coire avec également Leonardo Genoni et les frères von Arx, Jan et Reto.

## Statistiques

### En club

#### Championnat
| Saison        | Équipe                   | Ligue            |     | Saison régulière | Saison régulière | Saison régulière | Saison régulière | Saison régulière |    | Séries éliminatoires | Séries éliminatoires | Séries éliminatoires | Séries éliminatoires | Séries éliminatoires |
| Saison        | Équipe                   | Ligue            | PJ  | B                | A                | Pts              | Pun              | PJ               | B  | A                    | Pts                  | Pun                  |                      |                      |
| 2007-2008     | HC Coire U20             | Juniors Élites B | 4   | 3                | 2                | 5                | 0                | -                | -  | -                    | -                    | -                    |                      |                      |
| 2007-2008     | Lenzerheide-Valbella U20 | Juniors Élites A | 8   | 5                | 5                | 10               | 22               | -                | -  | -                    | -                    | -                    |                      |                      |
| 2008-2009     | HC Coire U20             | Juniors Élites B | 35  | 9                | 12               | 21               | 54               | 6                | 3  | 3                    | 6                    | 4                    |                      |                      |
| 2008-2009     | HC Coire                 | 1re Ligue        | 7   | 0                | 0                | 0                | 0                | -                | -  | -                    | -                    | -                    |                      |                      |
| 2009-2010     | HC Coire U20             | Juniors Élites B | 34  | 20               | 24               | 44               | 130              | 3                | 1  | 4                    | 5                    | 27                   |                      |                      |
| 2009-2010     | HC Coire                 | 2eme Ligue       | 17  | 10               | 17               | 27               | 44               | 9                | 3  | 6                    | 9                    | 14                   |                      |                      |
| 2010-2011     | HC Coire U20             | Juniors Élites B | 23  | 27               | 28               | 55               | 32               | 2                | 0  | 3                    | 3                    | 4                    |                      |                      |
| 2010-2011     | HC Coire                 | 2eme Ligue       | 13  | 8                | 21               | 29               | 10               | 9                | 10 | 12                   | 22                   | 31                   |                      |                      |
| 2011-2012     | HC Coire                 | 1re Ligue        | 27  | 11               | 8                | 19               | 24               | 3                | 1  | 0                    | 1                    | 6                    |                      |                      |
| 2011-2012     | HC Coire U20             | Juniors Élites B | 16  | 19               | 22               | 41               | 28               | 7                | 6  | 6                    | 12                   | 18                   |                      |                      |
| 2012-2013     | HC Davos                 | LNA              | 31  | 0                | 1                | 1                | 6                | 3                | 0  | 0                    | 0                    | 2                    |                      |                      |
| 2012-2013     | HC Thurgovie             | LNB              | 8   | 3                | 8                | 11               | 8                | -                | -  | -                    | -                    | -                    |                      |                      |
| 2013-2014     | HC Davos                 | LNA              | 48  | 7                | 10               | 17               | 14               | 6                | 0  | 2                    | 2                    | 2                    |                      |                      |
| 2014-2015     | HC Davos                 | LNA              | 40  | 9                | 13               | 22               | 14               | 15               | 1  | 3                    | 4                    | 6                    |                      |                      |
| 2015-2016     | HC Davos                 | LNA              | 23  | 3                | 8                | 11               | 12               | 5                | 1  | 1                    | 2                    | 0                    |                      |                      |
| 2016-2017     | HC Davos                 | LNA              | 47  | 14               | 25               | 39               | 12               | 10               | 4  | 5                    | 9                    | 10                   |                      |                      |
| 2017-2018     | HC Davos                 | NL               | 45  | 18               | 15               | 33               | 32               | 6                | 1  | 1                    | 2                    | 10                   |                      |                      |
| 2018-2019     | HC Davos                 | NL               | 33  | 9                | 7                | 16               | 6                | 10               | 5  | 4                    | 9                    | 4                    |                      |                      |
| 2019-2020     | HC Davos                 | NL               | 39  | 5                | 26               | 31               | 26               | -                | -  | -                    | -                    | -                    |                      |                      |
| 2020-2021     | HC Davos                 | NL               | 44  | 15               | 37               | 52               | 16               | 3                | 0  | 1                    | 1                    | 2                    |                      |                      |
| 2021-2022     | HC Davos                 | NL               | 45  | 7                | 25               | 32               | 23               | 11               | 2  | 6                    | 8                    | 2                    |                      |                      |
| 2022-2023     | HC Davos                 | NL               | 49  | 7                | 33               | 40               | 28               | 5                | 0  | 2                    | 2                    | 4                    |                      |                      |
| 2023-2024     | HC Davos                 | NL               | 43  | 4                | 17               | 21               | 14               | 7                | 0  | 3                    | 3                    | 4                    |                      |                      |
| Totaux LNA/NL | Totaux LNA/NL            | Totaux LNA/NL    | 487 | 98               | 217              | 315              | 203              | 81               | 14 | 28                   | 42                   | 46                   |                      |                      |

#### Tournoi
| Saison    | Équipe   | Compétition         |   | PJ | B | A  | Pts | Pun                  |  | Résultat |
| 2012      | HC Davos | Coupe Spengler      | 2 | 1  | 0 | 1  | 2   | Finaliste            |  |          |
| 2013      | HC Davos | Coupe Spengler      | 3 | 1  | 1 | 2  | 4   | Demi-Finale          |  |          |
| 2014-2015 | HC Davos | Coupe de Suisse     | 1 | 0  | 0 | 0  | 0   | Huitième de finale   |  |          |
| 2014      | HC Davos | Coupe Spengler      | 2 | 0  | 1 | 1  | 0   | Demi-Finale          |  |          |
| 2015-2016 | HC Davos | Ligue des Champions | 6 | 2  | 1 | 3  | 4   | Demi-Finale          |  |          |
| 2015      | HC Davos | Coupe Spengler      | 4 | 0  | 1 | 1  | 6   | Demi-Finale          |  |          |
| 2016-2017 | HC Davos | Ligue des Champions | 2 | 1  | 0 | 1  | 0   | Premier tour         |  |          |
| 2016-2017 | HC Davos | Coupe de Suisse     | 3 | 1  | 2 | 3  | 2   | Quart de finale      |  |          |
| 2016      | HC Davos | Coupe Spengler      | 3 | 1  | 1 | 2  | 4   | Demi-Finale          |  |          |
| 2017-2018 | HC Davos | Ligue des Champions | 4 | 0  | 2 | 2  | 2   | 3e place du groupe E |  |          |
| 2017-2018 | HC Davos | Coupe de Suisse     | 5 | 1  | 2 | 3  | 4   | Finaliste            |  |          |
| 2017      | HC Davos | Coupe Spengler      | 3 | 1  | 0 | 1  | 2   | Demi-Finale          |  |          |
| 2018-2019 | HC Davos | Coupe de Suisse     | 2 | 0  | 2 | 2  | 0   | Quart de finale      |  |          |
| 2018      | HC Davos | Coupe Spengler      | 3 | 0  | 0 | 0  | 0   | Demi-Finale          |  |          |
| 2019      | HC Davos | Coupe Spengler      | 2 | 0  | 1 | 1  | 0   | Quart de finale      |  |          |
| 2019-2020 | HC Davos | Coupe de Suisse     | 5 | 0  | 2 | 2  | 0   | Finaliste            |  |          |
| 2020-2021 | HC Davos | Coupe de Suisse     | 2 | 0  | 2 | 2  | 0   | Huitième de finale   |  |          |
| 2022-2023 | HC Davos | Ligue des Champions | 8 | 5  | 6 | 11 | 6   | Huitième de finale   |  |          |
| 2022      | HC Davos | Coupe Spengler      | 4 | 0  | 4 | 4  | 2   | Demi-Finale          |  |          |
| 2023      | HC Davos | Coupe Spengler      | 4 | 2  | 3 | 5  | 0   | Vainqueur            |  |          |

## En équipe nationale
| Année     | Équipe | Compétition          |    | PJ | B | A | Pts | Pun               |  | Résultat |
| 2016-2017 | Suisse | Deutschland Cup      | 2  | 0  | 0 | 0 | 27  | 4e place          |  |          |
| 2018      | Suisse | Jeux olympiques      | 4  | 1  | 0 | 1 | 4   | 10e place         |  |          |
| 2018      | Suisse | Championnat du monde | 10 | 4  | 5 | 9 | 6   | Médaille d'argent |  |          |
| 2021      | Suisse | Championnat du monde | 8  | 0  | 5 | 5 | 0   | 6e place          |  |          |
| 2021-2022 | Suisse | Deutschland Cup      | 3  | 1  | 1 | 2 | 2   | 3e place          |  |          |
| 2021-2022 | Suisse | Euro Hockey Tour     | 3  | 0  | 0 | 0 | 0   | Non Classé        |  |          |
| 2022      | Suisse | Jeux olympiques      | 5  | 1  | 4 | 5 | 0   | 8e place          |  |          |
| 2022      | Suisse | Championnat du monde | 8  | 0  | 7 | 7 | 2   | 5e place          |  |          |
| 2022-2023 | Suisse | Euro Hockey Tour     | 4  | 1  | 1 | 2 | 4   | 4e place          |  |          |
| 2023      | Suisse | Championnat du monde | 8  | 0  | 6 | 6 | 2   | 5e place          |  |          |
| 2023-2024 | Suisse | Euro Hockey Tour     | 2  | 0  | 0 | 0 | 0   | 4e place          |  |          |

## Trophées et honneurs personnels

### Ligue nationale A/National League
- Champion de Suisse 2015 avec le HC Davos.

- Élu dans l'équipe étoile Suisse de la saison 2020-2021.

https://www.20min.ch/fr/story/jan-kovar-elu-mvp-de-la-saison-reguliere-356248275394
- Élu dans l'équipe étoile Suisse de la saison 2022-2023.

https://www.lematin.ch/story/cervenka-elu-mvp-et-quatre-genevois-plebiscites-389687972422

### Coupe de Suisse
- Finaliste en 2018 avec le HC Davos.

- Finaliste en 2020 avec le HC Davos.

### Coupe Spengler
- Finaliste en 2012 avec le HC Davos.

- Vainqueur en 2023 avec le HC Davos.

### Équipe nationale
- Vice-champion du monde en 2018.

- Désigné comme étant un des trois meilleurs joueurs de sa sélection nationale lors du championnat du monde 2018.